# Araneus pico
Araneus pico är en spindelart som beskrevs av Levi 1991. Araneus pico ingår i släktet Araneus och familjen hjulspindlar. Inga underarter finns listade i Catalogue of Life.